# Hanehög

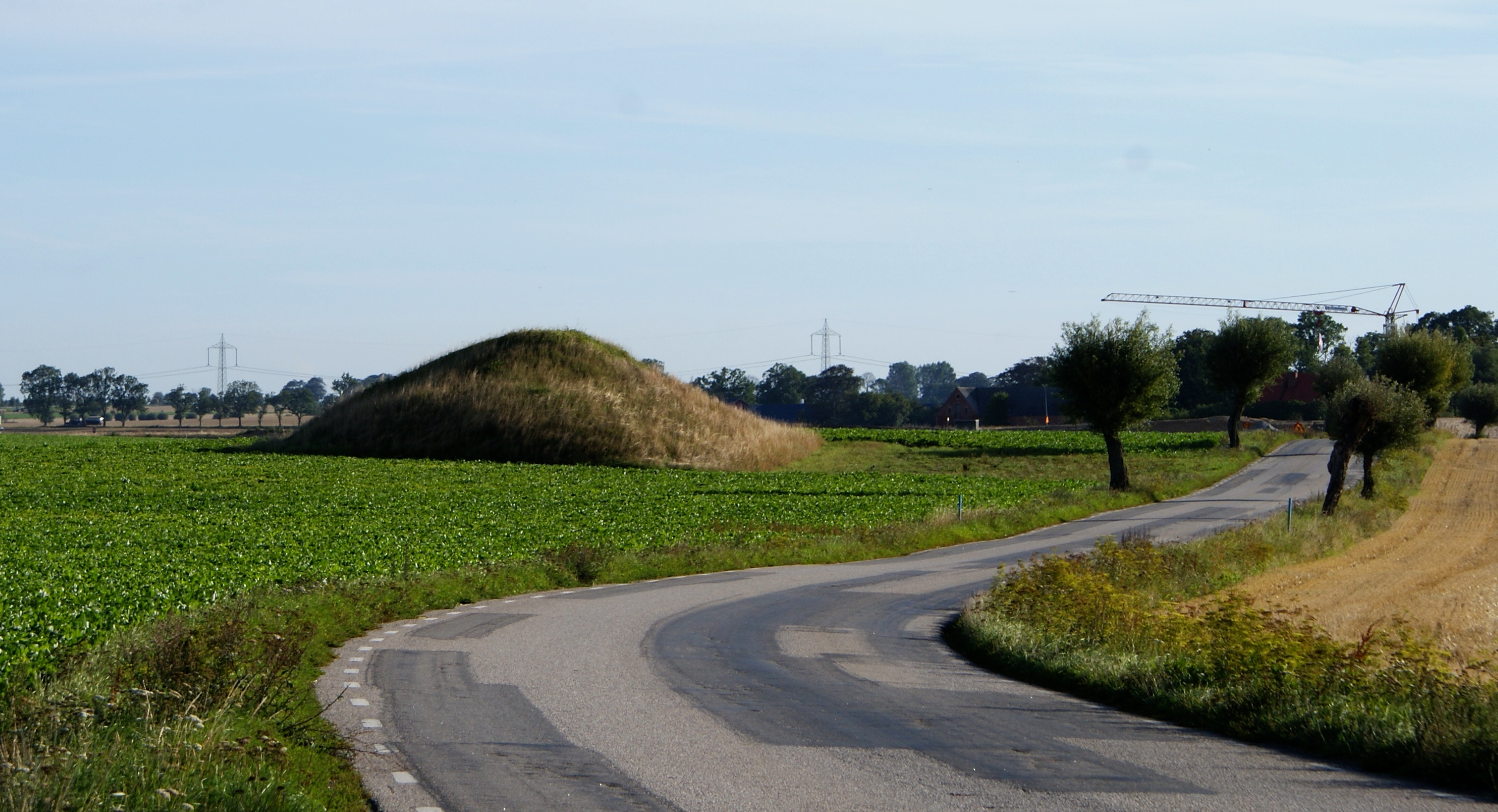
Hanehög.

Hanehög är en bronsåldershög som ligger i nära Håslöv i Håslövs socken, Vellinge kommun i Skåne strax intill vägen mellan Håslövs kyrka och Rängs kyrka. Högen har en diameter på 23 meter och en höjd av 5 meter. På norra sidan var tidigare en större fördjupning eftersom man där i äldre tid tagit jord.
Nicolovius anger i boken ”Folklivet i Skytts härad” 1847 flera sägner kring högen. En berättar att högen flyttar sig österut ett ”tuppfjät” om året. Eventuellt kan denna hög knytas till en legend nedtecknad på 1700-talet om en drake som blivit avvisad från prästgården och som varje år flyttar marken där han bor närmare huset för att till slut kunna sätta eld på gården. När högen kommer fram till prästgårdens köksspis ska huset brinna. En annan sägen som är knuten till högen berättar om Vinkepin av Hanehög som stal öl i en närbelägen bondgård.